# マエダハウジング (企業)
マエダハウジングは広島県広島市中区八丁堀10-14八丁堀マエダビルに本拠を置く、リノベーション、リフォーム、新築、不動産売買・仲介をおこなう会社。

## 概要
1993年設立。リフォームで創業して27年。
2016年3月経済産業省表彰「先進的なリフォーム事業者」に選定されたが、受賞理由に消費者の住まいに関する多様なニーズに対応し、独自のビジネスモデルで他の事業と差別化された強みを有するリフォーム事業者の取組があげられる。
2017年12月経済産業省「地域未来牽引企業」に選定されたが地域経済への影響力が大きく、成長が見込まれるとして選定された。
2017年12月広島県働き方改革実践企業　広島県商工会議所連合会及び広島県商工会連合会　広島県働き方改革実践企業 認定された。働き方改革の幅広い取組である長時間労働削減・休暇取得推進・多様な働き方等に関して、取組過程を踏んで、PDCAを回しながら自律的に取り組み、一定の実績・成果や他社の模範となる独自の取組があるとして、認定された。

## グループ会社
- 株式会社マエダハウジング不動産
- 株式会社マエダハウジングプラス
- 広島ハウジングサービス株式会社